# PCB (Schulfach)
Das Unterrichtsfach Physik/Chemie/Biologie (PCB) ist eine Synthese aus den drei Fächern Physik, Chemie und Biologie an bayerischen Mittelschulen. Es ist dort ein Pflichtfach und wird, jedenfalls unter diesem Namen, an keiner der anderen Schulformen wie Realschulen oder Gymnasien gelehrt. Allerdings kennt die gymnasiale Unterstufe das im Wesentlichen identisch konzipierte Fach Natur und Technik.
Im Zeugnis taucht ebenfalls die Note für das gesamte Fach auf, nicht für jedes Gebiet einzeln.
PCB kann – wie GSE – als Prüfungsfach für den Qualifizierenden Hauptschulabschluss gewählt werden.
Für den Abschluss des Mittleren Bildungsabschlusses an bayerischen Mittelschulen ist PCB nicht prüfungsrelevant.